# Partecipanti al Giro d'Italia 2007
Elenco dei partecipanti al Giro d'Italia 2007.
Il Giro d'Italia 2007 fu la novantesima edizione della corsa. Alla competizione presero parte 22 squadre, 19 iscritte all'UCI ProTour più tre squadre invitate, la Ceramiche Panaria-Navigare, l'Acqua & Sapone-Caffè Mokambo e la Tinkoff Credit Systems, ciascuna delle quali composta da nove corridori, per un totale di 197 ciclisti (il francese Carlos Da Cruz della Française des Jeux non prese il via). La corsa partì il 12 maggio da Caprera e terminò il 3 giugno a Milano; in quest'ultima località portarono a termine la competizione 141 corridori. 

## Corridori per squadra
Nota: R ritirato, NP non partito, FT fuori tempo, DC declassato.
| Quick Step-Innergetic        | Quick Step-Innergetic        | Quick Step-Innergetic        | Ceramiche Panaria-Navigare | Ceramiche Panaria-Navigare | Ceramiche Panaria-Navigare | Predictor-Lotto        | Predictor-Lotto        | Predictor-Lotto        |
| ---------------------------- | ---------------------------- | ---------------------------- | -------------------------- | -------------------------- | -------------------------- | ---------------------- | ---------------------- | ---------------------- |
| 1                            | Paolo Bettini                | 41º                          | 81                         | Emanuele Sella             | 11º                        | 161                    | Robbie McEwen          | NP 12ª                 |
| 2                            | Addy Engels                  | 81º                          | 82                         | Luis Laverde               | 36º                        | 162                    | Dario David Cioni      | 33º                    |
| 3                            | Mauro Facci                  | 34                           | 83                         | Julio A. Pérez Cuapio      | 40º                        | 163                    | Josep Jufré            | 52º                    |
| 4                            | Leonardo Scarselli           | 101º                         | 84                         | Andrea Pagoto              | 95º                        | 164                    | Matthew Lloyd          | 61º                    |
| 5                            | Hubert Schwab                | 56º                          | 85                         | Domenico Pozzovivo         | 17º                        | 165                    | Mario Aerts            | 20º                    |
| 6                            | Andrea Tonti                 | NP 3ª                        | 86                         | Fortunato Baliani          | 24º                        | 166                    | Jurgen Van Den Broeck  | 74º                    |
| 7                            | Matteo Tosatto               | 94º                          | 87                         | Paride Grillo              | R 10ª                      | 167                    | Wim Van Huffel         | NP 15ª                 |
| 8                            | Jurgen Van De Walle          | R 14ª                        | 88                         | Luca Mazzanti              | 31º                        | 168                    | Stefano Zanini         | 133º                   |
| 9                            | Giovanni Visconti            | 77º                          | 89                         | Maximiliano Richeze        | 92º                        | 169                    | Nick Gates             | 126º                   |
| Astana                       | Astana                       | Astana                       | Cofidis                    | Cofidis                    | Cofidis                    | Rabobank               | Rabobank               | Rabobank               |
| 11                           | Paolo Savoldelli             | 12º                          | 91                         | Iván Parra                 | 13º                        | 171                    | Michael Rasmussen      | 48º                    |
| 12                           | Maksim Gurov                 | 117º                         | 92                         | Frédéric Bessy             | 66º                        | 172                    | Mauricio Ardila        | 67º                    |
| 13                           | Benoît Joachim               | 99º                          | 93                         | Mickaël Buffaz             | 125º                       | 173                    | Graeme Brown           | R 3ª                   |
| 14                           | Asan Bazaev                  | 98º                          | 94                         | Hervé Duclos-Lassalle      | 103º                       | 174                    | Koos Moerenhout        | 70º                    |
| 15                           | Sergej Jakovlev              | R 15ª                        | 95                         | Bingen Fernández           | 29º                        | 175                    | Max van Heeswijk       | R 14ª                  |
| 16                           | Eddy Mazzoleni               | 3º                           | 96                         | Mathieu Heijboer           | R 14ª                      | 176                    | Dmitrij Kozončuk       | 100º                   |
| 17                           | Andrej Mizurov               | 21º                          | 97                         | Amaël Moinard              | 46º                        | 177                    | Léon van Bon           | R 6ª                   |
| 18                           | Steve Morabito               | 83º                          | 98                         | Tristan Valentin           | 131º                       | 178                    | William Walker         | 57º                    |
| 19                           | Dmitrij Murav'ëv             | 51º                          | 99                         | Steve Zampieri             | R 14ª                      | 179                    | Pedro Horrillo         | 120º                   |
| Saunier Duval-Prodir         | Saunier Duval-Prodir         | Saunier Duval-Prodir         | Crédit Agricole            | Crédit Agricole            | Crédit Agricole            | Team CSC               | Team CSC               | Team CSC               |
| 21                           | Gilberto Simoni              | 4º                           | 101                        | Pietro Caucchioli          | 27º                        | 181                    | Fabian Cancellara      | R 12ª                  |
| 22                           | Rubens Bertogliati           | R 15ª                        | 102                        | Francesco Bellotti         | R 14ª                      | 182                    | David Zabriskie        | 58º                    |
| 23                           | Raivis Belohvoščiks          | 116º                         | 103                        | László Bodrogi             | 84º                        | 183                    | Andy Schleck           | 2º                     |
| 24                           | David Cañada                 | 59º                          | 104                        | Julian Dean                | 93º                        | 184                    | Juan José Haedo        | R 10ª                  |
| 25                           | Ángel Gómez                  | 80º                          | 105                        | Angelo Furlan              | 115º                       | 185                    | Aleksandr Kolobnev     | R 12ª                  |
| 26                           | Manuele Mori                 | R 15ª                        | 106                        | Patrice Halgand            | NP 6ª                      | 186                    | Michael Blaudzun       | R 8ª                   |
| 27                           | Iban Mayo                    | 38º                          | 107                        | Christophe Kern            | 113º                       | 187                    | Matti Breschel         | 119º                   |
| 28                           | Leonardo Piepoli             | 14º                          | 108                        | Thor Hushovd               | R 12ª                      | 188                    | Volodymyr Hustov       | 69º                    |
| 29                           | Riccardo Riccò               | 6º                           | 109                        | Nicolas Roche              | 122º                       | 189                    | Kurt-Asle Arvesen      | 62º                    |
| Lampre-Fondital              | Lampre-Fondital              | Lampre-Fondital              | Discovery Channel          | Discovery Channel          | Discovery Channel          | Team Milram            | Team Milram            | Team Milram            |
| 31                           | Damiano Cunego               | 5º                           | 111                        | Jaroslav Popovyč           | R 13ª                      | 191                    | Alessandro Petacchi    | DC                     |
| 32                           | Matteo Bono                  | 138º                         | 112                        | Volodymyr Bileka           | 49                         | 192                    | Alessandro Cortinovis  | 112º                   |
| 33                           | Marzio Bruseghin             | 8º                           | 113                        | Steve Cummings             | 109º                       | 193                    | Sergio Ghisalberti     | R 10ª                  |
| 34                           | Marco Marzano                | 37º                          | 114                        | George Hincapie            | NP 12ª                     | 194                    | Christian Knees        | 72º                    |
| 35                           | Danilo Napolitano            | R 12ª                        | 115                        | Pavel Padrnos              | 73º                        | 195                    | Brett Lancaster        | 114º                   |
| 36                           | Gorazd Štangelj              | 78º                          | 116                        | José Luis Rubiera          | 39º                        | 196                    | Martin Müller          | 129º                   |
| 37                           | Sylwester Szmyd              | 28º                          | 117                        | Jurgen Van Goolen          | 96º                        | 197                    | Alberto Ongarato       | NP 10ª                 |
| 38                           | Paolo Tiralongo              | 26º                          | 118                        | Brian Vandborg             | R 14ª                      | 198                    | Fabio Sabatini         | R 14ª                  |
| 39                           | Francisco Vila               | 15º                          | 119                        | Matthew White              | 104º                       | 199                    | Mirco Lorenzetto       | 108º                   |
| Acqua & Sapone-Caffè Mokambo | Acqua & Sapone-Caffè Mokambo | Acqua & Sapone-Caffè Mokambo | Euskaltel-Euskadi          | Euskaltel-Euskadi          | Euskaltel-Euskadi          | Tinkoff Credit Systems | Tinkoff Credit Systems | Tinkoff Credit Systems |
| 41                           | Stefano Garzelli             | 16º                          | 121                        | Beñat Albizuri             | R                          | 201                    | Salvatore Commesso     | 55º                    |
| 42                           | Dario Andriotto              | 110º                         | 122                        | Koldo Fernández            | 135º                       | 202                    | Ivan Rovnyj            | NP 14ª                 |
| 43                           | Aleksandr Arekeev            | R 14ª                        | 123                        | Dionisio Galparsoro        | R 12ª                      | 203                    | Elio Aggiano           | 137º                   |
| 44                           | Gabriele Balducci            | R 12ª                        | 124                        | Aitor Hernández            | NP 12ª                     | 204                    | Evgenij Petrov         | 7º                     |
| 45                           | Massimo Codol                | 23º                          | 125                        | Markel Irizar              | 68º                        | 205                    | Michail Ignat'ev       | 127ª                   |
| 46                           | Andrėj Kunicki               | 85º                          | 126                        | Antton Luengo              | 139º                       | 206                    | Ricardo Serrano        | 102º                   |
| 47                           | Simone Masciarelli           | R 12ª                        | 127                        | Aketza Peña                | NP 17ª                     | 207                    | Nikolaj Trusov         | 132º                   |
| 48                           | Giuseppe Palumbo             | 90º                          | 128                        | Iván Velasco               | 76º                        | 208                    | Daniele Contrini       | 86º                    |
| 49                           | Branislaŭ Samojlaŭ           | 22º                          | 129                        | Joseba Zubeldia            | R 14ª                      | 209                    | Pavel Brutt            | 87º                    |
| AG2R Prévoyance              | AG2R Prévoyance              | AG2R Prévoyance              | Française des Jeux         | Française des Jeux         | Française des Jeux         | T-Mobile Team          | T-Mobile Team          | T-Mobile Team          |
| 51                           | Rinaldo Nocentini            | 47º                          | 131                        | Carlos Da Cruz             | NP 1ª                      | 211                    | Michael Barry          | NP 2ª                  |
| 52                           | Hubert Dupont                | 25º                          | 132                        | Arnaud Gérard              | 123º                       | 212                    | Lorenzo Bernucci       | 64º                    |
| 53                           | Jurij Krivcov                | 71º                          | 133                        | Timothy Gudsell            | R 7ª                       | 213                    | Adam Hansen            | NP                     |
| 54                           | Julien Loubet                | R 8ª                         | 134                        | Lilian Jégou               | 75º                        | 214                    | Greg Henderson         | R 10ª                  |
| 55                           | Laurent Mangel               | 111º                         | 135                        | Ian McLeod                 | R 4ª                       | 215                    | Axel Merckx            | 50º                    |
| 56                           | Lloyd Mondory                | 107º                         | 136                        | Cyrille Monnerais          | R 8ª                       | 216                    | Aaron Olson            | 136º                   |
| 57                           | Carl Naibo                   | 53º                          | 137                        | Francis Mourey             | 43º                        | 217                    | Marco Pinotti          | 18º                    |
| 58                           | Christophe Riblon            | 82º                          | 138                        | Fabien Patanchon           | 130º                       | 218                    | František Raboň        | 79º                    |
| 59                           | Aljaksandr Usaŭ              | 105º                         | 139                        | Jussi Veikkanen            | 44º                        | 219                    | Thomas Ziegler         | NP 6ª                  |
| Bouygues Télécom             | Bouygues Télécom             | Bouygues Télécom             | Gerolsteiner               | Gerolsteiner               | Gerolsteiner               |                        |                        |                        |
| 61                           | Olivier Bonnaire             | 45º                          | 141                        | Davide Rebellin            | NP 11ª                     |                        |                        |                        |
| 62                           | Nicolas Crosbie              | 88º                          | 142                        | Robert Förster             | NP 12ª                     |                        |                        |                        |
| 63                           | Pierre Drancourt             | 128º                         | 143                        | Thomas Fothen              | 121º                       |                        |                        |                        |
| 64                           | Yohann Gène                  | R 10ª                        | 144                        | Oscar Gatto                | 140º                       |                        |                        |                        |
| 65                           | Arnaud Labbe                 | R 10ª                        | 145                        | Tim Klinger                | R 12ª                      |                        |                        |                        |
| 66                           | Yoann Le Boulanger           | 30º                          | 146                        | Sven Krauß                 | 134º                       |                        |                        |                        |
| 67                           | Alexandre Pichot             | 124º                         | 147                        | Volker Ordowski            | R 3ª                       |                        |                        |                        |
| 68                           | Franck Renier                | 118º                         | 148                        | Matthias Russ              | 54º                        |                        |                        |                        |
| 69                           | Thomas Voeckler              | NP 8ª                        | 149                        | Oliver Zaugg               | R 14ª                      |                        |                        |                        |
| Caisse d'Epargne             | Caisse d'Epargne             | Caisse d'Epargne             | Liquigas                   | Liquigas                   | Liquigas                   |                        |                        |                        |
| 71                           | David Arroyo                 | 10º                          | 151                        | Danilo Di Luca             | 1º                         |                        |                        |                        |
| 72                           | Éric Berthou                 | 89º                          | 152                        | Enrico Gasparotto          | 97º                        |                        |                        |                        |
| 73                           | Joan Horrach                 | NP 5ª                        | 153                        | Vladimir Miholjević        | 65º                        |                        |                        |                        |
| 74                           | Pablo Lastras                | 42º                          | 154                        | Vincenzo Nibali            | 19º                        |                        |                        |                        |
| 75                           | Alberto Losada               | 60º                          | 155                        | Andrea Noè                 | 35º                        |                        |                        |                        |
| 76                           | Aitor Pérez                  | 32º                          | 156                        | Franco Pellizotti          | 9º                         |                        |                        |                        |
| 77                           | José Joaquín Rojas           | R 10ª                        | 157                        | Alessandro Spezialetti     | 63º                        |                        |                        |                        |
| 78                           | Aleksej Markov               | R 10ª                        | 158                        | Alessandro Vanotti         | 106º                       |                        |                        |                        |
| 79                           | Mathieu Perget               | 91º                          | 159                        | Charles Wegelius           | R 18ª                      |                        |                        |                        |

### Legenda
| Legenda          | Legenda | Legenda       | Legenda                                                  |
| ---------------- | --- | ------------- | -------------------------------------------------------- |
| Dorsale          | Dorsale di partenza del ciclista | Posizione     | Posizione finale nella classifica generale               |
| Maglia rosa      | Indica il vincitore della classifica generale                                                                                        | Maglia verde  | Indica il vincitore della classifica dei GPM             |
| Maglia ciclamino | Indica il vincitore della classifica a punti                                                                                         | Maglia bianca | Indica il vincitore della classifica giovani             |
| NP               | Indica un ciclista che non è ripartito in una tappa la mattina                                                                       | R             | Indica un ciclista che si è ritirato in una tappa        |
| FTM              | Indica un ciclista che ha concluso una tappa fuori tempo, ossia ha impiegato più tempo rispetto a quanto stabilito dal tempo massimo | EX            | Corridore escluso per non aver rispettato il regolamento |

## Ciclisti per nazione
Le nazionalità rappresentate nella manifestazione sono 31; in tabella il numero dei ciclisti suddivisi per la propria nazione di appartenenza:
| Numero ciclisti | Nazione                                                                                        |
| --------------- | ---------------------------------------------------------------------------------------------- |
| 56              | Italia                                                                                         |
| 30              | Francia                                                                                        |
| 24              | Spagna                                                                                         |
| 9               | Germania, Russia                                                                               |
| 8               | Australia                                                                                      |
| 6               | Belgio, Svizzera                                                                               |
| 5               | Kazakistan, Paesi Bassi                                                                        |
| 4               | Danimarca, Ucraina, Stati Uniti                                                                |
| 3               | Bielorussia, Colombia                                                                          |
| 2               | Argentina, Gran Bretagna, Lussemburgo, Nuova Zelanda, Norvegia, Rep. Ceca                      |
| 1               | Canada, Croazia, Finlandia, Ungheria, Irlanda, Lettonia, Messico, Polonia, Slovenia, Sudafrica |